# Ручетна Вас
Ручетна Вас (словен. Ručetna vas) — поселення в общині Чрномель, Південно-Східна Словенія, Словенія. Висота над рівнем моря: 209,3 м.